# Slammer
Slammer war eine englische Thrash-Metal aus Bradford, die im Jahr 1987 gegründet wurde und nach der letzten Albumveröffentlichung im Jahr 1991 aufgelöst wurde.

## Geschichte
Die Band wurde im Jahr 1987 gegründet. Im Jahr 1989 folgte die erste EP namens Born for War über WEA Records. Nach der Veröffentlichung folgten Auftritte mit Onslaught, Acid Reign, Xentrix, Toranaga und Celtic Frost. Danach folgte die Veröffentlichung des Debütalbums The Work of Idle Hands…. Später trennte sich die Band wieder von ihrem Label und unterschrieb einen Vertrag bei Heavy Metal Records. Im Jahr folgte die EP Insanity Addicts bei dem Label. Im Jahr 1991 folgte das zweite Album Nightmare Scenario.

## Stil
Auf der Seite Classic Thrash wurde The Work of Idle Hands… als „eines der am amerikanischsten klingenden britischen Thrash-Metal-Alben der späten 1980er“ und die Musik als „generisch und unkreativ“ wirkend bezeichnet, der weniger gut produzierte Nachfolger Insanity Addicts als „langweilig und sehr generisch“ und Nightmare Scenario als „so unbedeutend wie die vorigen Alben der Band“. Metalion, Herausgeber des Slayer-Fanzines, äußerte, in den 1980er-Jahren habe es „Tonnen von Scheiße“ gegeben, aber Slammer sei immer noch viel besser als sämtliche Veröffentlichungen von Last Episode.

## Diskografie
- Born for War (EP, 1989, WEA Records)
- The Work of Idle Hands… (Album, 1989, WEA Records)
- Insanity Addicts (EP, 1990, Heavy Metal Records)
- Nightmare Scenario (Album, 1991, Heavy Metal Records)